# Wargrave
Ne doit pas être confondu avec Walgrave.
Wargrave (prononcé en anglais : /ˈwɔːr.ɡreɪv/) est un village et une paroisse civile britannique, situé dans le Berkshire, en Angleterre. Le village se trouve sur la Tamise, en amont de Londres, juste à l'est du confluent de la rivière Loddon. L'Oxfordshire, sur la rive gauche de la Tamise, fait face à Wargrave.
Le village possède de nombreux bâtiments anciens classés, deux marinas avec des services d'approvisionnement pour les bateaux et un club nautique. Il s'élève vers le nord-est en direction de Bowsey Hill, avec les parties les plus élevées du village généralement connues sous le nom de Upper Wargrave. À Upper Wargrave se trouve un terrain de loisirs avec un club de cricket, un club de boules, un terrain de football et un club de tennis.
Wargrave est situé sur la route A321 à équidistance relative (11 km) des villes de Maidenhead (au nord-est) et Reading (au sud-ouest), ainsi qu'à environ 5 km de Henley, celle-ci en aval de la Tamise, au nord-ouest. Le village est plus grand que la moyenne du comté, ayant une gare sur la Henley Branch Line, au large de la Great Western Main Line de Londres-Paddington ; le village est rapidement accessible aux parties voisines du corridor M4, en particulier le Berkshire et l'aéroport de Londres-Heathrow. Les principaux centres d'emploi locaux comprennent Reading et Maidenhead, avec de plus petites entreprises et des installations commerciales supplémentaires à proximité de Henley et Wokingham.

## Histoire

### Toponymie
Le nom Wargrave est dérivé de Weir-Grove, comme il l'était dans les rouleaux d'assises et les rouleaux de brevets de l'époque médiévale enregistrés sous le nom de Weregreave, s'installant sur une prononciation légèrement différente après le grand changement de voyelle le rendant « Wargrave ».

### Histoire

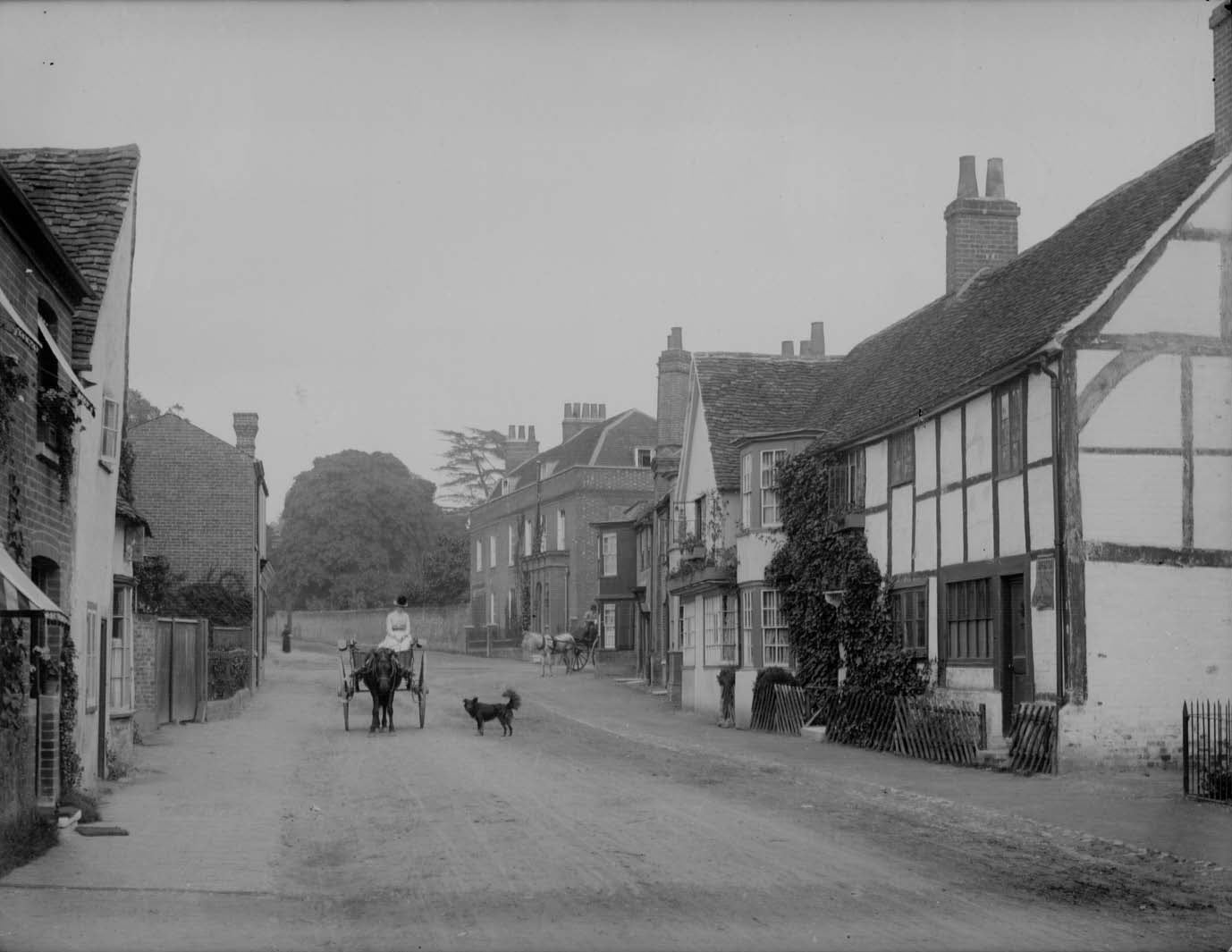
Rue de l'Église (Church Street), vers 1888 par Henry Taunt.

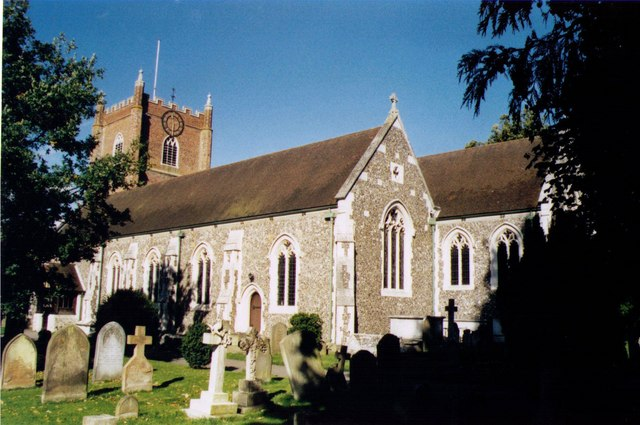
Église paroissiale Sainte-Marie.

La première preuve documentaire de la colonie a été enregistrée en 1061, ce qui indique qu'il s'agissait d'un village et avait un manoir dans le système féodal. Le Domesday Book de 1086 enregistre la colonie avec une population de 250 habitants.
Au XIIIe siècle, l'actuelle Grand-Rue (High Street) est bordée de parcelles et de ruelles aménagées. Wargrave Court a été érigé au début de la période Tudor, puis modifié et agrandi entre la période géorgienne et post-édouardienne. Wargrave Manor occupe son site médiéval à la périphérie nord, délimité par sa prairie inférieure qui surplombe le marais de Wargrave en dessous, qui est drainé des terres agricoles en aval et de la plaine inondable primaire locale. Cependant, ce bâtiment, bien qu'il soit également classé au grade II, est plus grand, avec un parc paysager modeste. Il est de style géorgien tardif et modifié plus tard dans un stuc peint avec des chaînes d'angle moulurées et chanfreinées, des moulures sur les fenêtres du deuxième étage, un toit en ardoise en croupe avec plusieurs cheminées, répartis sur trois étages à l'exception des ailes.
La façade est a un toit conique sur une saillie de forme similaire avec trois fenêtres à guillotine flanquées d'une seule baie avec des fenêtres similaires : toutes les fenêtres ont des encadrements d'architrave, les fenêtres du rez-de-chaussée ayant des vitres victoriennes. Cette section a une véranda dorique avec des colonnes couplées soutenant l'entablement sur toute la façade. Les ailes flanquantes ont deux fenêtres à guillotine supérieures et des fenêtres vénitiennes au rez-de-chaussée. Sa façade sud victorienne comporte 5 baies reprenant le dessin et un porche central de pilastres d'angle soutenant l'entablement et l'assise de blocage. Au-dessus de la double porte se trouve une imposte rayonnante. La façade ouest a une grande terrasse semi-circulaire victorienne à l'avant. Le village a continué à se développer dans sa forme actuelle au XVIIIe siècle en gravissant la colline de High Street vers l'est de sorte qu'à la fin du XIXe siècle cet axe, maintenant Victoria Road, était entièrement colonisé.

### Révolution post-industrielle

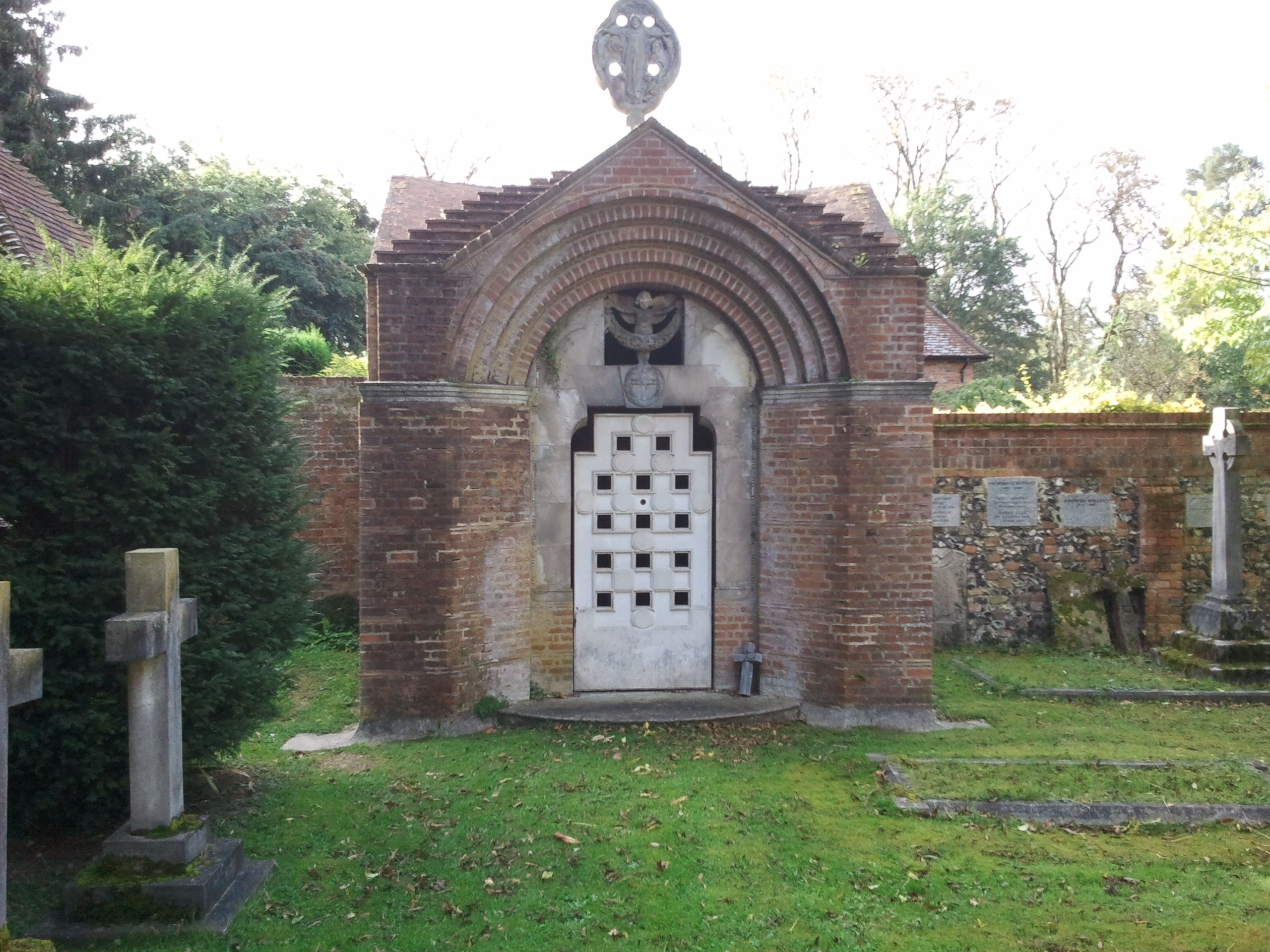
Le Columbarium de Hannen.

Dès le XXe siècle, la population du village a considérablement augmenté, en particulier dans les années 1970 et 1980[réf. nécessaire] alors que de nouveaux développements sur les terres agricoles à l'intérieur des limites de la paroisse répondaient à la demande de logements pour les navetteurs travaillant dans et sur la périphérie ouest de plus en plus commerciale de Londres. Wargrave War Memorial a été commandé au lendemain de la Première Guerre mondiale. Prenant la forme d'une croix hexagonale sur la place du village, elle a été conçue par Sir Edwin Lutyens et inaugurée le 28 mai 1922. Il s'agit d'un bâtiment classé grade II.

## Urbanisme

### Géographie
Le village est bordé à l'ouest par le confluent de la rivière Loddon et de la Tamise. Wargrave se trouve sur la route nord-sud A321 entre Twyford et Henley. Sur la rive opposée de la Tamise se trouvent les villages de Shiplake et Lower Shiplake, en Oxfordshire. Lorsqu'elle est considérée comme sa paroisse civile, comme dans toute son histoire et dans la fourniture par le conseil paroissial civil de l'entretien des sentiers et des événements annuels du village, elle comprend Hare Hatch et Cockpole Green. Ces plus grands hameaux s'appuient sur les commerces (tels que la poste, les magasins, la coiffure et d'autres services habituels des grands villages) et les installations éducatives de Wargrave.
La gare de Wargrave se trouve sur la Henley Branch Line entre Twyford (la prochaine gare au sud) et Henley-on-Thames. L'opérateur ferroviaire propose des trains au moins toutes les 30 minutes dans chaque sens du lundi au vendredi et permet des liaisons vers Reading et Londres-Paddington. Si un changement de train est effectué à Twyford, le temps jusqu'à la capitale est de 53 à 70 minutes. Une grande partie des résidents ayant un emploi se rendent dans les zones périphériques, car le village lui-même abrite une petite gamme de magasins et d'entreprises, mais le trajet moyen est de plus de cinq miles pour soutenir l'économie locale lors du recensement de 2011.

### Bâtiments chrétiens et mémorials
L'église paroissiale (de l'Église d'Angleterre) de Saint Mary date du XIIe siècle et possède la vaste paroisse ecclésiastique de Wargrave avec Knowl Hill. Il est situé sur Mill Green, près de High Street. En 1914, il a été incendié et vidé à la suite d'une action directe ciblée par erreur par le mouvement des suffragettes. La porte nord date du XIIe siècle, la tour de 1635 et la structure restante a été construite à la suite de l'incendie. Il s'agit d'un bâtiment classé Grade II*.
Dans les jardins du cimetière se trouve le Hannen Columbarium, un columbarium construit pour abriter la dépouille de la famille Hannen. Il a été conçu par Edwin Lutyens et est considéré comme un exemple intéressant de ses premiers travaux. Les cendres de Sir Nicholas John Hannen, juge, de son fils, Nicholas « Beau » Hannen, acteur, ainsi que de la femme de Beau, Athene Seyler, également actrice, sont toutes enterrées dans le columbarium. Thomas Day (1748-1789), auteur et abolitionniste, est également enterré dans le cimetière, après avoir été mortellement éjecté de son cheval. L'église catholique romaine Notre-Dame de la Paix a été construite en 1963 et est soutenue par la paroisse de Saint Thomas More du village voisin, Twyford.

### Hydrographie

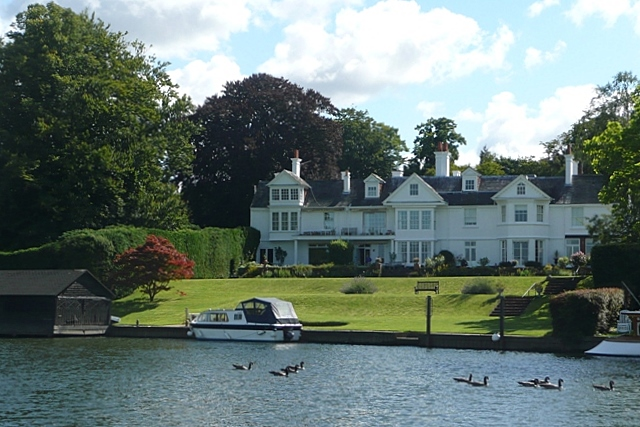
La Tamise à Wargrave, en 2008.

Il y a des ports et le Wargrave Boating Club pour ceux qui utilisent la Tamise pour les loisirs et le sport. En août, la Wargrave Shiplake Regatta se déroule sur deux jours sur la rive opposée de Shiplake. La régate combine des courses sérieuses et légères en canoës, dériveurs, dongolas et skiffs. Il s'agit du plus grand événement communautaire de l'année ayant eu lieu depuis 1867. L'événement se termine par un grand feu d'artifice le samedi soir. Wargrave est mentionné dans le livre de Jerome K. Jerome, 1889, Trois Hommes dans un bateau (Three Men in a Boat), un récit humoristique d'un séjour en bateau sur la Tamise :

« We caught a breeze, after lunch, which took us gently up past Wargrave and Shiplake.  Mellowed in the drowsy sunlight of a summer's afternoon, Wargrave, nestling where the river bends, makes a sweet old picture as you pass it, and one that lingers long upon the retina of memory. The "George and Dragon" at Wargrave boasts a sign, painted on the one side by Leslie, R.A., and on the other by Hodgson of that ilk. Leslie has depicted the fight; Hodgson has imagined the scene, "After the Fight"— George, the work done, enjoying his pint of beer. Day, the author of Sandford and Merton, lived and—more credit to the place still—was killed at Wargrave. »

— Jerome K. Jerome, Three Men in a Boat, chapitre XIV.

## Agréments
À une certaine époque, il y avait sept pubs sur High Street, desservant les diligences voyageant entre Henley-on-Thames et Reading ; il n'y en a plus que trois. Les pubs restants aujourd'hui sont le Bull, le Greyhound et le St George and Dragon. La maison publique Queen Victoria à Hare Hatch a récemment fermé ses portes pour réaménagement en logements. Wargrave a sa propre école, divisée en maternelle et primaire, ainsi qu'une école secondaire, la Piggott School (fondée en 1940), anciennement une école polyvalente, désormais une académie. Chacune est contrôlée par des volontaires de l'Église d'Angleterre. Elles sont également des écoles nourricières (feeder schools) les unes pour les autres. Ellles portent toutes le nom de Robert Piggott, un philanthrope local du XXe siècle, fondateur de la Piggott School.

## Démographie
Wargrave est enregistré depuis au moins la conquête normande comme couvrant le terrain jusqu'à la crête des collines à l'est (mais uniquement en termes de paroisse civile depuis la construction de chapelles d'aisance dans les parties périphériques après le XIXe siècle séculaire/clivage religieux). Au niveau du gouvernement local, le « quartier de Wargrave » est redessiné généralement tous les 12 ans pour égaliser à peu près la population entre les quartiers. Il couvre un domaine similaire.
Comme c'est courant à travers le Royaume-Uni, le code postal RG10 de la « ville de poste de Reading », couvrant le centre du comté, est utilisé par commodité et a une légère relation avec les frontières administratives actuelles.
| Zone                                      | Population | Maisons | Détenu en propre | Détenu avec un prêt | Km2   | Km2 d'espaces verts | Km2 de jardins | Km2 de routier et ferroviaire |
| ----------------------------------------- | ---------- | ------- | ---------------- | ------------------- | ----- | ------------------- | -------------- | ----------------------------- |
| Wargrave (paroisse civile)                | 3 803      | 1 570   | 41,2 %           | 35,8 %              | 16.28 | 13.76               | 1,45           | 0,41                          |
| Wargrave (Wokingham 001B et 1C)           | 3 025      | 1 234   | 41,2 %           | 37,3 %              | 6.41  | 4,84                | 0,82           | 0,23                          |
| Remenham, Wargrave et Ruscombe (quartier) | 5 421      | 2 272   | 41,6 %           | 34,1 %              | 30.12 | 26.42               | 2.02           | 0,73                          |

## Résidents notables
- Richard Aldworth (vers 1614-1680), député de Reading, est né à Wargrave
- Dave Allen, comédien
- Angela Baddeley, actrice, a vécu à Wargrave avant sa mort en 1976
- Richard Barry, 7e comte de Barrymore
- Raymond Baxter, présentateur de télévision
- Bert Bushnell, athlète médaillé d'or olympique de 1948 au deux de couple
- Paul Daniels et Debbie McGee, magicien et sa femme/assistante
- Peter Davison, acteur, a vécu à Willow Lane, Wargrave dans les années 1980
- Sandra Dickinson, actrice
- Nicholas « Beau » Hannen, acteur (fils de Sir Nicholas Hannen)
- Sir Nicholas John Hannen, juge en chef de la Cour suprême britannique pour la Chine et le Japon
- Mary Hopkin, chanteuse
- Sir Morell Mackenzie, médecin et chirurgien
- Robert Morley, acteur
- Bobby Whitlock, musicien, Derek et les dominos, Delaney et Bonnie, Eric Clapton, également présenté sur All Things Must Pass (George Harrison)